# Kniphofia albomontana
Kniphofia albomontana är en grästrädsväxtart som beskrevs av Baijnath. Kniphofia albomontana ingår i Fackelliljesläktet som ingår i familjen grästrädsväxter. Inga underarter finns listade i Catalogue of Life.